# 간접통치
간접통치(Indirect rule)는 보호국이나 식민지를 강대국이 통치하는 방법이다. 영국, 프랑스가 특히 아프리카, 아시아의 식민제국에서 사용하던 통치 방식이다. 통치받는 나라들을 보호국이라고 불렀다.

## 영국

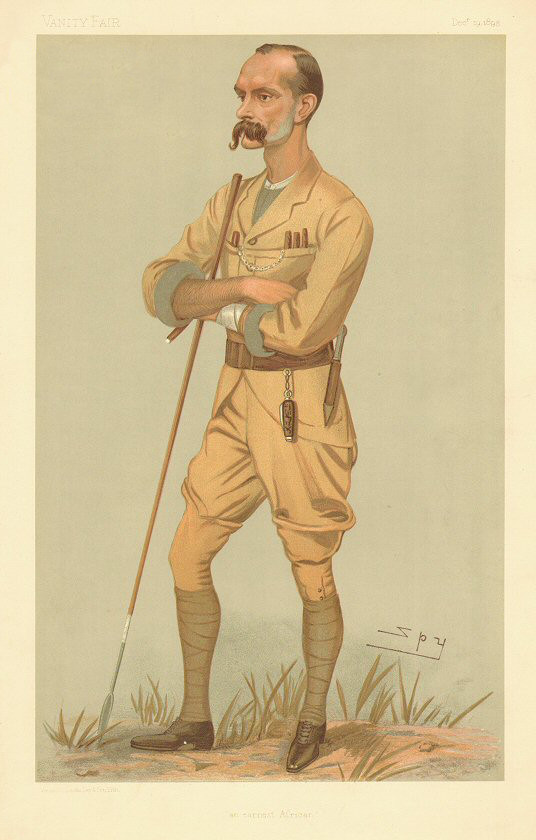
아프리카 간접통치의 선구자 프레드릭 루가드 경

영국은 런던의 식민지 사무국에서 일부 식민지들을 직접통치 했다. 그러나 일부 식민지들은 현지의 통치자가 통치를 하되, 영국 고문(advisor)이 감독을 했다. 이를 고문정치라고 부른다.

### 아프리카
케냐, 나이지리아 간접통치의 모델은 1899년부터 1906년까지 북부 나이지리아 보호국의 고등판무관(high commissioner)이었던 프레드릭 루가드 경이 개발했다. 1907년부터 1912년까지 홍콩 총독을 지냈다.

## 일본
1904년 8월 22일 제1차 한일 협약을 체결하여 조선의 모든 부서에 고문을 임명했다. 재정고문으로 부임한 메가타 다네타로는 1906년까지 네 차례에 걸쳐 일본에서 1,150만원에 달하는 막대한 차관을 도입하였다. 그는 화폐개혁을 주도하면서 한국인 화폐자산을 수탈했다. 일본은 조선의 외교고문으로 미국인 더럼 스티븐스를 임명했다.

## 같이 보기
- 고문정치